# الیاس بائوم
الیاس بائوم (انگلیسی: Elias Baum؛ زادهٔ ۲۶ اکتبر ۲۰۰۵) بازیکن فوتبال اهل آلمان است که در پُست مدافع برای الفرسبرگ به‌صورت قرضی از آینتراخت فرانکفورت بازی می‌کند.
وی همچنین سابقهٔ بازی در تیم‌های ملی فوتبال زیر ۱۷ سال، زیر ۱۸ سال، زیر ۱۹ سال، زیر ۲۰ سال  و زیر ۲۱ سال آلمان را دارد.

## دوران باشگاهی
بائوم فوتبال را از باشگاه جوانان خود، ۱۹۵۷ مارکسهایم آغاز کرد و در سال ۲۰۱۵ به آکادمی آینتراخت فرانکفورت پیوست. در دسامبر ۲۰۲۲، او یک قرارداد حرفه‌ای بلندمدت امضا کرد.
این بازیکن کناری از آوریل ۲۰۲۳ در تیم ذخیرهٔ آینتراخت فرانکفورت ۲ به میدان رفت، تیمی که پس از آن موفق شد از هسن‌لیگا به رگیونالیگا زودوست صعود کند.
در ۹ نوامبر ۲۰۲۳، بائوم نخستین بازی خود را برای تیم اصلی در پیروزی ۱–۰ خارج از خانه مقابل تیم فنلاندی اچ‌جی‌کی در چارچوب لیگ کنفرانس اروپا انجام داد. در ۹ دسامبر ۲۰۲۳، بائوم نخستین حضور خود در بوندس‌لیگا را با ورود به زمین به عنوان بازیکن تعویضی در پیروزی ۵–۱ خانگی برابر بایرن مونیخ تجربه کرد.
برای فصل ۲۵–۲۰۲۴، او به صورت قرضی به الفرسبرگ در بوندس‌لیگا ۲ پیوست.

## دوران ملی
بائوم در نوامبر ۲۰۲۱ نخستین بازی ملی خود را برای زیر ۱۷ سال آلمان انجام داد و یک بار دیگر نیز در این رده بازی کرد. پس از آن، با هفت بازی ملی و یک گل برای زیر ۱۸ سال آلمان، از سپتامبر ۲۰۲۳ عضوی از زیر ۱۹ سال آلمان بوده است.